# Ennigloh genannt Pladiese

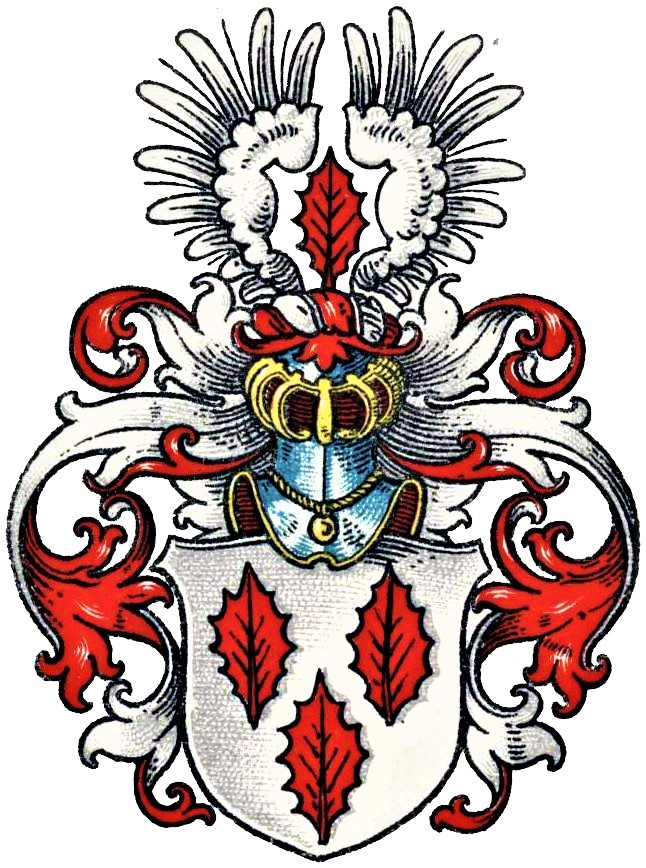
Wappen derer von Pladiese

Ennigloh genannt Pladiese, meist nur Pladiese (auch: Ennichlo, Enichlo,  Einichlo, Eniglo, Pladiesen, Pladisen, Pladeis, Pladyse, Pladis o. ä.), ist der Name eines im späten 17. Jahrhundert erloschenen niedersächsisch-westfälischen Adelsgeschlechts, das unter anderem in der Grafschaft Ravensberg, im Osnabrücker Land und in Bielefeld besitzlich war.

## Geschichte
Der Stammsitz des Geschlechts lag in der Bauernschaft Ennichlo bei Holthusen im Kirchspiel Bünde, eher nicht in Ennigerloh. Als ritterliche Burgmannen zum Limberg wurden die Pladiese zunächst als ravensbergische Ministerialen erwähnt. Sie waren zudem 1375 und 1501 Lehensträger der Fürstabtei Herford und der Grafen von Tecklenburg, wurden 1454 durch den Herzog von Jülich-Berg und 1423 durch einen der Bischöfe von Osnabrück belehnt. Gegen letztere waren die Herren von Pladiese zu Zeiten des Bischofs Johann öfters in Fehden verwickelt, so vor allem Johann IV. von Enichlo gen. Pladiese, bis 1434 seine Burg Hudenbeck durch die Osnabrücker zerstört wurde. Auch einige spätere Namensträger, wie Herbort von Pladiese um 1550, traten vor allem als Teilnehmer an Kriegszügen (die mit dem Halse ihr Geld verdienten) und berüchtigte Drosten hervor.
Die Familie von Pladiese besaß 1367 ein Salzhaus in Salzuflen, 1375 diverse Lehen verschiedener Landesherren, 1472, 1491 und 1514 Meierhöfe zu Kilver im Kirchspiel Rödinghausen (mitsamt Meierhof zu Königsdorf sowie Burgmannshof im Hagenbruch/Habenbroich zu Bielefeld) und Krevintorp/Kreventrup im Kirchspiel Schötmar (Grafschaft Lippe), und gründete in der ersten Hälfte des 16. Jahrhunderts Hof Lappe als Adelsgut. Im Ravensberg-Mindischen saß sie ab 1375 auf Gut Huntemühlen (ursprünglich Corveysches Lehen), ggf. Gut Sondermühlen, um 1507 auf Gut Bockbrede, bis 1535 Haus Vornholz, ab 1404 auf Burg Hudenbeck und Brüggehof. Im Osnabrückischen waren Haus Hamke im Kirchspiel Badbergen bis 1613, Gut Langelage, Gut Wimmer (Pladiesen-Haus), einer der Rittersitze zu Arenshorst und etwa 100 Jahre bis 1622 die Ledenburg (Neue Burg Holte) samt Haus Krietenstein, zusammen mit dem Patronat über die St.Urban-Kirche in Holte, in der Hand derer von Pladiese. Die letzte Namensträgerin war wohl die Seniorin zu Kloster Rengering, Margaretha Elisabeth von Pladiese, die 1699 noch lebte.

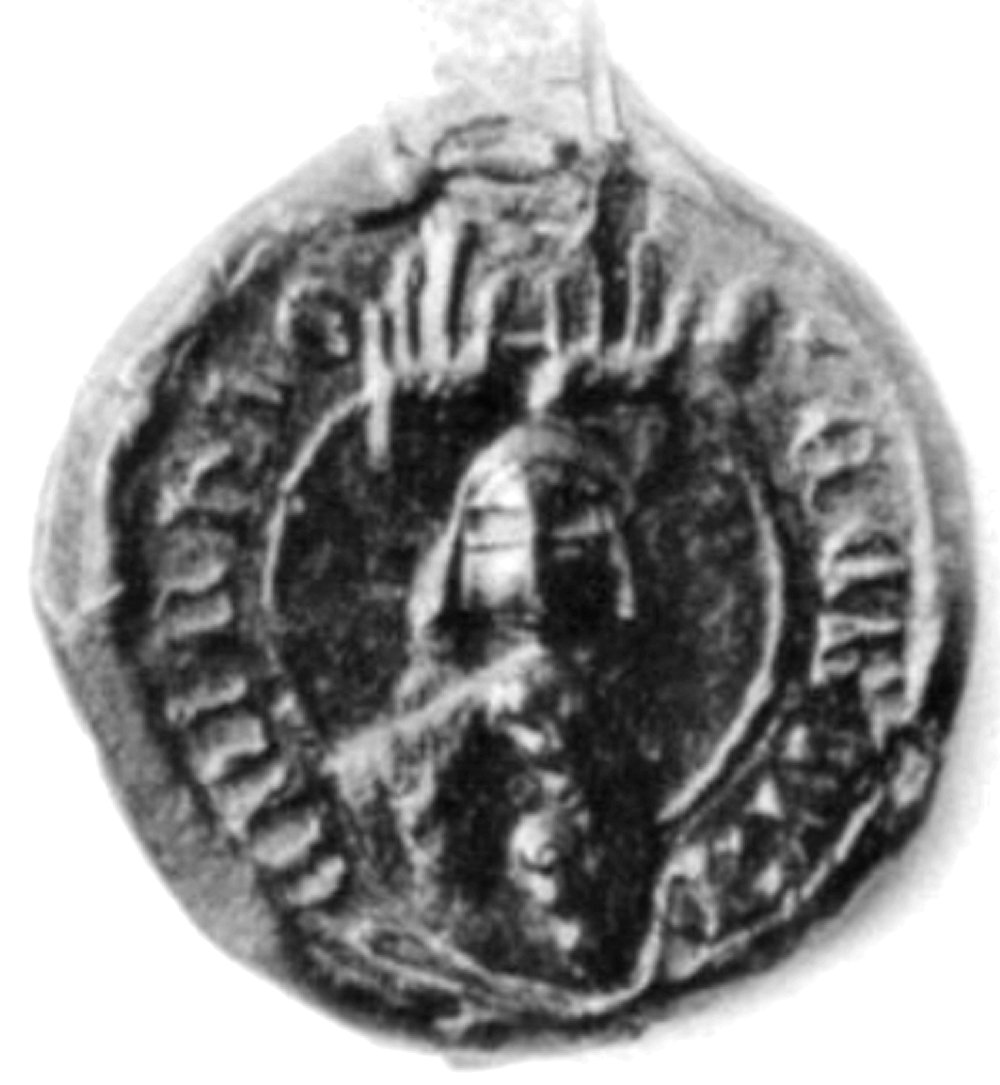
Siegel des Ecbert von Enichlo, 1384

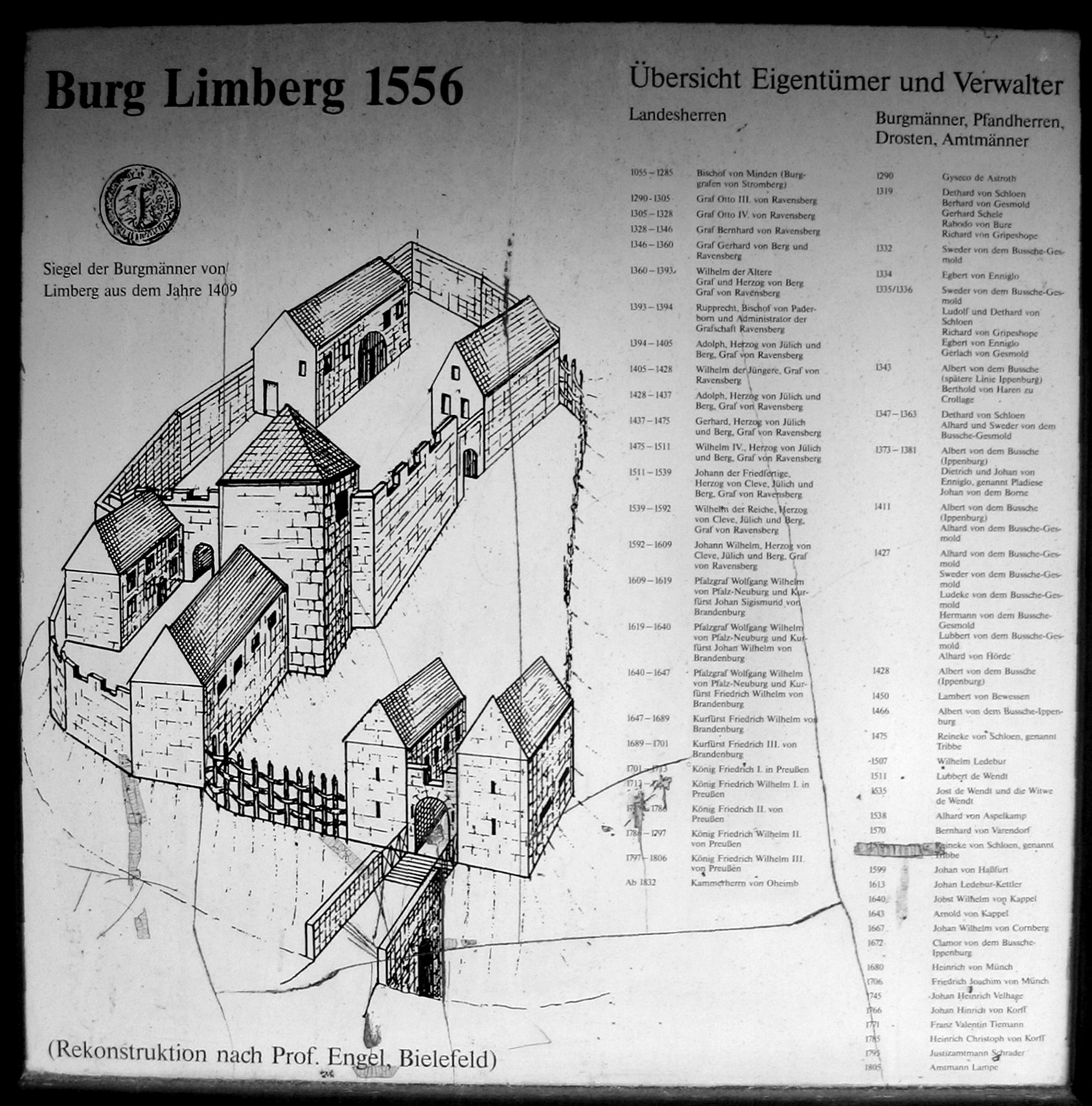
Tafel mit Liste der Drosten zu Limberg (rechts)

## Familienangehörige (Auszüge, Filiation teils hypothetisch)
- Johannes de Enichlo (Johannis de Enecle, commendatur domus, Joh. Hervordensis), Siegel 1325 (Turnierkragen von vier Lätzen), erwähnt im Vertrag des Stiftes Herford über die Woldemeine vom 16. Januar 1325[12]
- Egbert von Enniglo (* um 1290; † n. 1336), 1325 Knappe, 1334 Burgmann und 1336 Drost zu Limberg; stiftete 1334 ein Altarbenefizium in der Kirche Börninghausen
  - Johann II. von Enichlo (* um 1325; † nach 1370), evtl. Siegel 1350
  - Dietrich von Enichlo (* ca. 1318, erw. 1343 Knappe, 1375 Lehen der Fürstabtei Herford im Kspl. Rödinghausen, 1373 Burgmann zu Limberg, 1367 Salzhaus in Salzuflen zusammen mit seinem Sohn Johann, 1381 der Alte"), Sohn des Egbert von Enichlo († n. 1336)
    - (?) Heinrich von Pladiese, Ravensberger Ministeriale, begütert bei Osnabrück, gefangen ca. 1414[13]
    - (?) Dietrich von Pladiese, 1416 verwundet in Ravensberger Fehde gegen Minden[14]
    - Johann III. von Enichlo der Alte (* ca. 1335; † n. 1381) 1367 Knappe, 1373 Burgmann zum Limberg; ⚭ Ilseke N.N.
      - (?) Ecbert von Enichlo, Siegel 1384
      - N.N. von Enichlo; ⚭ N.N. von Rusle[15]
      - Johann IV. von Enichlo gen. Pladiese zu Hudenbeck (* um 1375) erw. 1381 (jung) bis 1454[16], 1404 Fehde gegen die Bürgerschaft der Stadt Osnabrück unter der Führung von Bürgermeister Friedrich von Haren; 1407 Knappe, Herr auf Hudenbeck; 1426 Kauf des halben Zehnten zu Getmold von Heidenreich von Schloen[17], 1430 bis 1433 Fehde mit Drost von Reineberg gegen Bischof Johann III von Osnabrück (Am 17. Juli 1434 wurde Pladieses Burg Hudenbeck zerstört), 1438 Fehde gegen Alhard von Hörde, 1451 Vermittler beim Teilungsvertrag der Brüder von Quernheim; ⚭ N.N. von Top/Topff (zu Krevintorp, Tophusen bei Werl, Altena)[18], Enkelin des Heinrich Top (um 1352–1404)[19]
        - (?) N.N. von Pladiese (* um 1410); ⚭ v. 1451 Alhard von Quernheim (Eltern der Rixa von Quernheim, * ca. 1455, diese (I) ⚭ um 1480 Johann von Schloen gen. Tribbe, Sohn d. Justacius Schloen gen. Tribbe und Oda von Lutten; (II) ⚭ 18. Januar 1486 Richard von Westorp)[20][21]
        - (?) N.N. von Pladiese; ⚭ vor 1433 Reineke von Schloen gen. Tribbe zu Figenburg[22]

      - (?) Rembert von Pladiese, 1445 Domherr[23] und 1450 Domkapitular zu Minden und 1450, 1452 Archidiakon zu Rehme[24]
      - (?) Everdt von Ennigloe, um 1440 unter den Widersachern des Domdechanten Hugo von Sonagen zu Osnabrück erw.[25]

Linie Hudenbeck 1404 – 1610, gegr. durch Johann IV. von Enichlo
- Johann V. von Ennichlo, gen. Pladise (wohl Sohn des Johann IV.), erhält von Dietrich von der Horst nach 1461 das Burglehn über Burg Wittlage (1556[26] bei Linie Pladeise zu Wimmer), und wird damit 1468 belehnt[27]. Zusammen mit Bruder Rabodo von Enichlo gen. Pladise zu Hudenbeck (1478 Knappe)[28] verkauft Johann am 1. Mai 1480 Acker und eine Burglehnsstätte in Lübbecke an Heinrich Kolling, Kirchherr zu Oldendorf, für die Vikarie Unserer Lieben Frau[29]

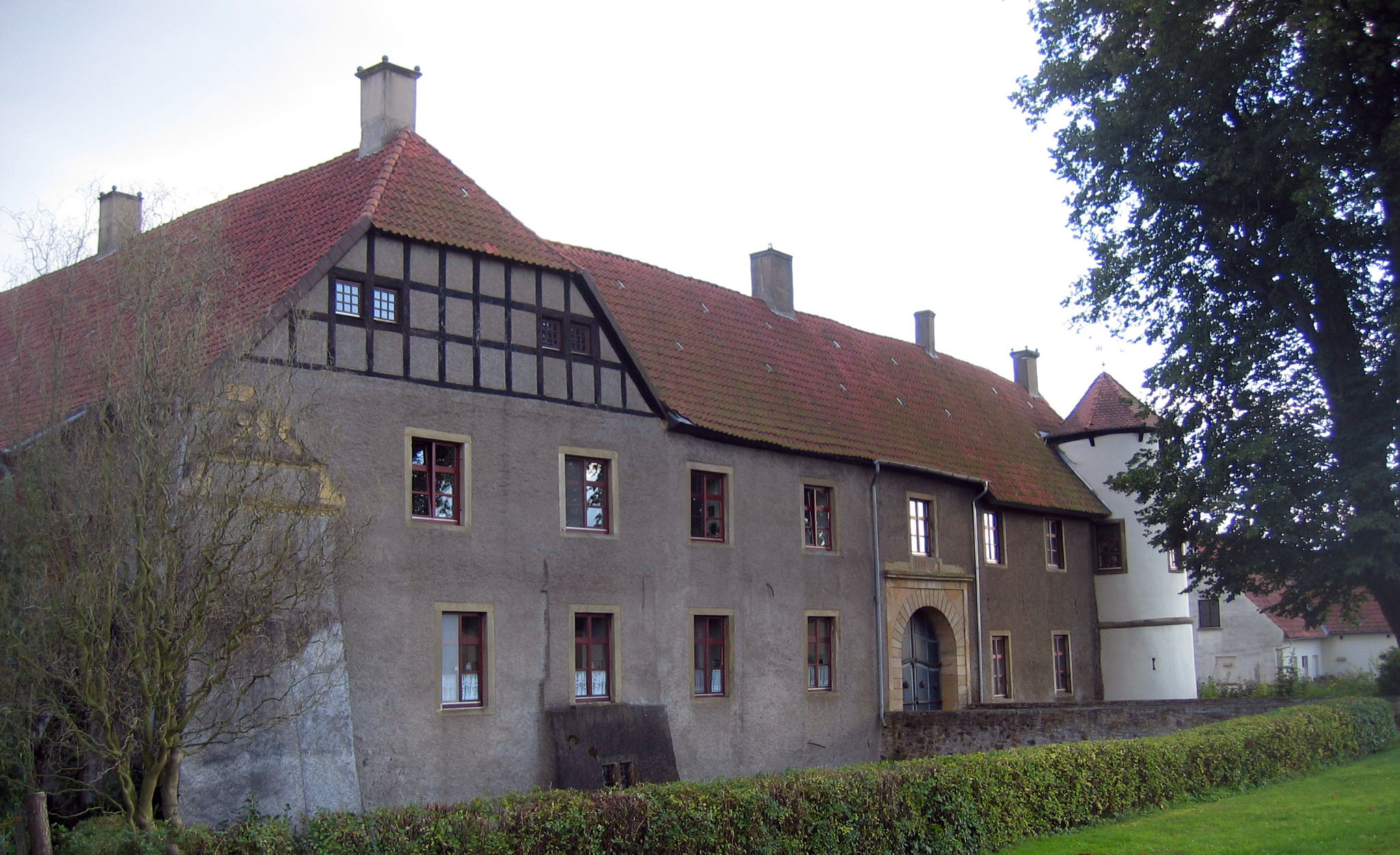
Haus Kilver

- Haus Kilver Heinrich IV. von Ennigloh gen. Pladiese zu Hudenbeck, baut Burg Hudenbeck wieder auf[30], urk. erw. 1462 bis 1514, Herr auf Hudenbeck und Brüggehof, 1491 Ritter, 1462–1465 Richter, seit 1472 Burgmann zum Sparrenberg (mit Burgmannshof im Hagenbruch in Bielefeld), belehnt mit Meierhöfen zu Kilver und Krevintorp, Lehnsmann der Fürstabtei Herford (Neubelehnung 1501); ⚭ Elseke von Lappe
  - Simon von Einichlo gen. Pladyse zu Hudenbeck, erw. 1440, verpfändet Hof zu Krevintorp[31], erw. 1514 (Sohn des Heinrich) bei Revers des ravensbergischen Lehens Patthost, Ksp. Brockhagen, an Wilhelm von Closter[32]
    - (?) Simon von Ennigloe genannt Pladise; ⚭ Elisabeth, erw. 1556 (Amt Limberg), 1558, 1562[33][34]

  - Wilhelm (?) von Pladiese (* um 1520?); ⚭ ? N.N. von Lüning (Tochter von Theodor Lüninck (ravensbg. Drost 1504) ? und einer N.N. von Plettenberg?)
    - Wilhelmina von Ennigloh gen. Pladiese († um 1600); ⚭ (I) Christoph von Uslar zu Crollage[35] (* 1506; erw. 1565, Sohn von Wedekind von Uslar und Anna von Oldershausen); ⚭ (II) Johann von Korte († 3. Mai 1598); Epitaph in Kirche Holzhausen[36][37]
      - (aus I.) Anna von Uslar, erw. 1611; ⚭ zu Lübbecke, Johann von Münch[38]

  - Johann Pladiese († n. 1541), 1514 mit dem Meierhof zu Kilver belehnt[5], verkauft 1488, mit Sohn Alhard, eine Mühle zu Äschen im Ksp. Spenge an den Knappen Gerd Ledebur[39]
    - Alhard Pladiese († v. 1531 ?), 1489 verklagt durch Ludeken von Vincke[40], 1507 Knappe, seine Frau Leneke und Jasper, beider Sohn, verkaufen einer Vikarie (zu Osnabrück) 1507 eine Rente aus Gut Bockbrede im Kirchspiel Buer[41].
      - Jasper Pladiese, vor einem Gografen des Herzogs Wilhelm von Jülich-Berg erwähnt am 11. Juli 1507, wegen Gut Bockbrede im Kirchspiel Buer
        - (?) Johann von Pladiese zu Hudenbeck († 12. März 1610), mit ihm erlischt die Hudenbecker Linie[30]
        - (?) Dorothea von Pladiese zu Hudenbeck; ⚭ ca. 1570 Johann von Rollinghausen gen. Korte (1589 Besitzer v. Gut Hudenbeck)[42]

    - (?) Johann von Einichloe gen. Pladis zu Holzhausen, verkauft 1541 die Meierhof-Lehen Kilver (Kirchspiel Rödinghausen) und Krevingtorf (Kreventrup) an Henrich Ledebur zu Bruchmühlen, erw. 1556, ohne männliche Leibeserben verstorben[43]

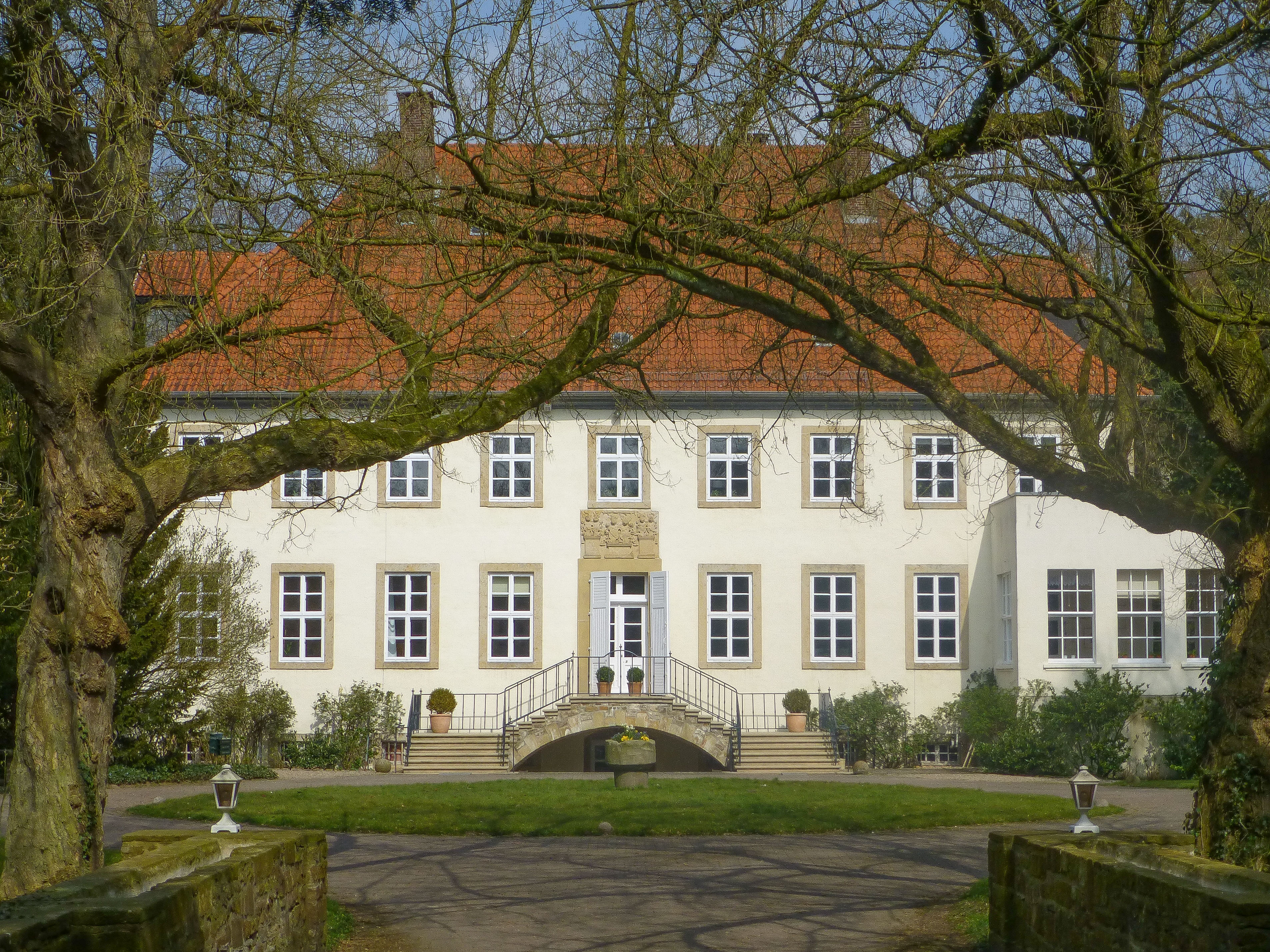
Herrenhaus von Gut Langelage

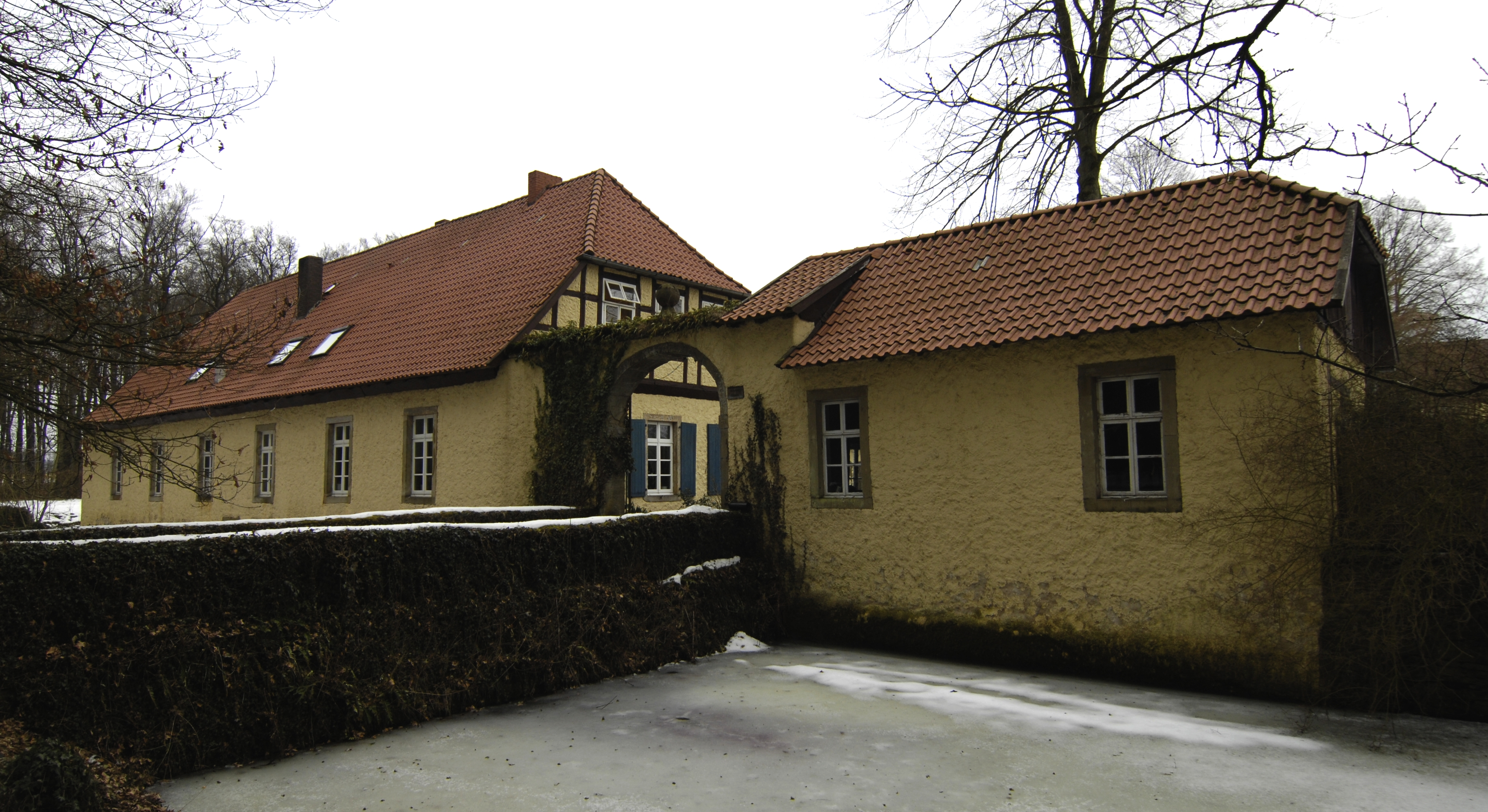
Ledenburg, Torhaus

Linie Huntemühlen, Wimmer, Langelage
- Heinrich von Pladiese auf Huntemühlen, erw. 1480 bis 1499; ⚭ Gese von Bissendorf
  - (?) Rötger von Pladiese, zählt zum Adel des Stifts Münster 1534[44]
  - (?) Anna von Pladies zu Huntemühlen; ⚭ ca. 1535 Heinrich Vogt von Elspe, Mitgift Haus Vornholz
  - (?) Maria von Pladise zu Sundermühlen (Huntemühlen)[8]; ⚭ ca. 1515 Caspar (Jasper) von Westphalen zu Fürstenberg[45]
  - (?) Henrich von Pladiese, 1506 ravensbergischer Knappe, 1514, 1535[46] Amt Limberg; ⚭ Odeke
    - (?) Heinrich von Pladiese, 1613 Bürger in Minden[47]

  - Cordt Jobst (Jost/Johann) von Pladiese auf Huntemühlen († n. 1556), 1506 ravensbergischer Knappe in Buer[48], führt 1544 bis 1546 Fehden (Huntemühlensche Fehde)[49] gegen Caspar von Westphalen (dessen Gattin: Maria von Pladiese)[7], Zeuge eines Verkaufs in Melle 1550[50], Ritterschaft Osnabrück 1556[26]; ⚭ Sophia von Amelunxen[51] († 1569), Tochter des Herbold von Amelunxen († 1487) und der Adelheid von Stockhausen a.d.H. Bramburg[52]
    - Herbort von Pladiese zu Wimmer (* 1519; † 6. April 1589, Epitaph Holte), militärische Laufbahn als 12-Jähriger, nach vier Kriegszügen im kaiserlichen Heer gegen die Türken in Ungarn[25] und gegen Schweden um 1550[53] Obristleutnant[3][54], ab 1553 für 10 Jahre Drost zu Reckenberg im Dienst des Bischofs Johann IV. von Osnabrück, dabei eine Hexenverbrennung[55] angeordnet; verpfändet 1558 Haus und Amt Wiedenbrück; 1571 Drost zur Limburg[56], 1574 Ritterschaft Osnabrück[57], 1574 bis 1585 Drost zu Fürstenau[58] während 12 Jahren[25]; ⚭ ca. 1554 Margarethe von Leden (* ca. 1515; † 8. April 1608[51]; Schwester der Elisabeth von Leden), sie erbte die Ledenburg bei Osnabrück und das Patronat der Holter Kirche, kinderlos[59]

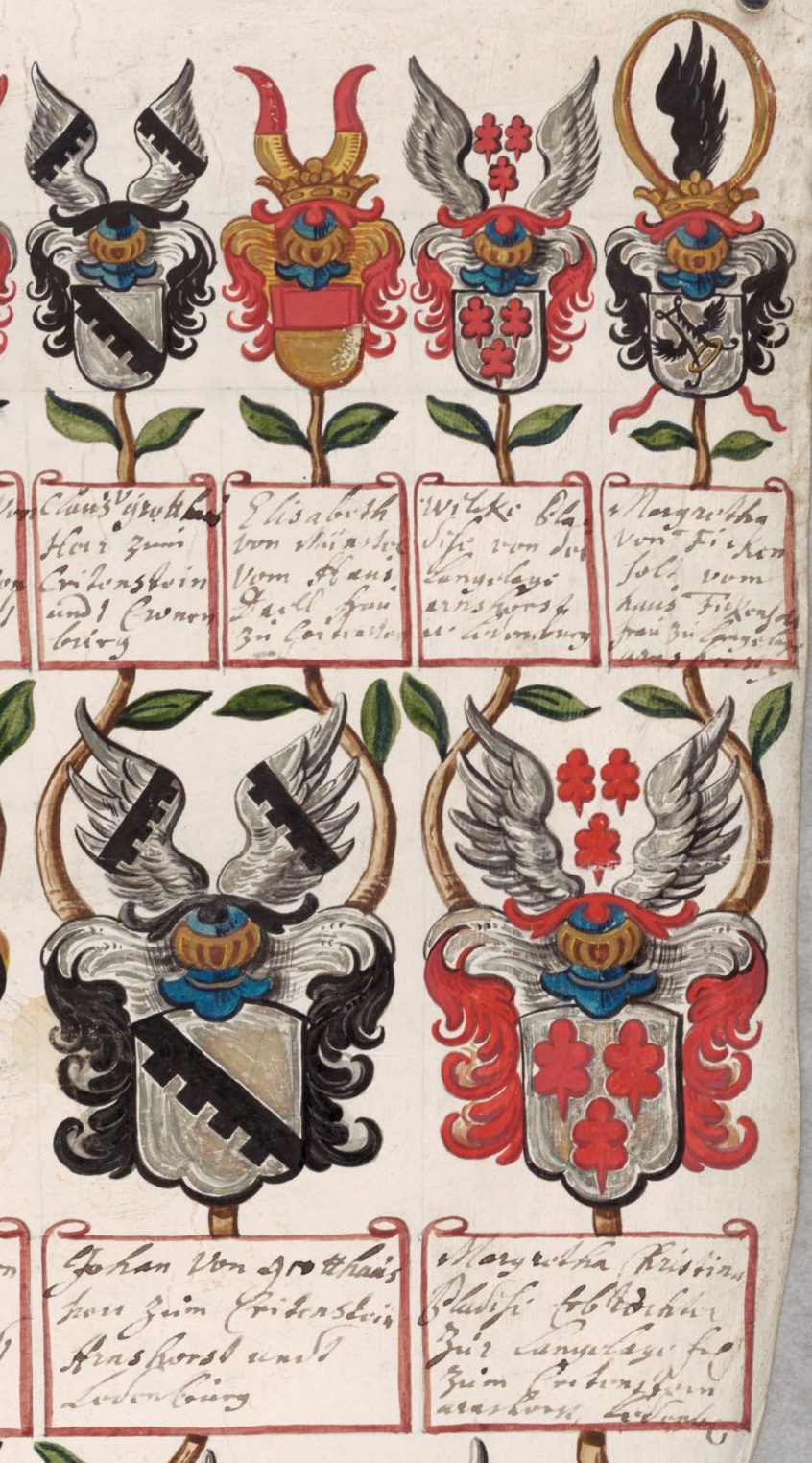
Allianz Pladiese-Grothaus, Aufschwörungstafel 1713

    - Allianz Pladiese-Grothaus, Aufschwörungstafel 1713(?) Anna von Pladiese (* um 1570 auf Gut Wimmer, erw. 1623; † Hunteburg); ⚭ ca. 1600 Heinrich von Vincke (* um 1560 Gut Vinkenburg, Bohmte; † n. 1623 ebd.)[60], verklagt von Maria Sloer, Witwe des Amelung von der Streithorst, Ehefrau des Julius August von der Streithorst zu Streithorst um 1611[61]
    - (?) Walburg von Pladiese zu Huntemühlen; ⚭ Bruno von der Streithorst (1578 in Vechta hingerichtet)[62]
    - (?) Jodoca von Pladiese (zu Wimmer?), 1544 Nonne im Kloster Oesede bei Osnabrück[63]
    - Wilken (Wilhelm) von Pladiese zu Langelage[25] († v. 1601), Herr zu Arenshorst und Ledenburg; ⚭ v. 1590 Margaretha von Fickenholt zu Fickenholt und Langelage (* ca. 1560; † 1608), einzige Tochter der am 24. April 1559 geschlossenen Ehe[9] v. Elisabeth von Leden und Christoph von Fikensolt, Nichte der o. g. Margarethe von Leden und Erbin der Ledenburg (sie: ⚭ (II) 23. Juni 1601 Heinrich von Lüning zu Cappeln († 1647)[64]; überträgt 1605 Heinrich Ledebur den adeligen Sitz Langelage im Amt Hunteburg, Ksp. Osterkappeln)[65]
      - Itel Heinrich Pladise zu Huntemühlen zur Ledenburg, jung verstorben (vor 1613)[9]
      - Jobst (Jost) Christopher Pladise zu Huntemühlen zur Ledenburg († um 1622), 1613[9] unter Vormundschaft des Georg von Langen zu Stockheim und Johann Grothaus, kinderlos verstorben[66], womöglich nach 1622[67] als Reiter des Christian von Braunschweig-Wolfenbüttel[68]
      - Margaretha Christine von Pladiese zu Arenshorst, 1622[69] Erbin der Ledenburg, erw. 1633[25]; ⚭ (um 1610) Johann von Grothaus zu Kronenburg.

    - (?) Clamor Pladiese zu Wimmer (erw. 1591[49], Zeuge 1600)[70]; ⚭ Magna v. d. Borne von Harlinghausen zu Wimmer[71][72][73]
      - Engel Catharine von Enichlo gen. Pladiese zu Wimmer[74] (erw. 1617, 1641, 1648); ⚭ Nikolaus (Claus) von Grothaus zu Kronenburg und Krietenstein († v. 1648; Bruder[75] des o. g. Johann); Wappen am Torhaus Krietenstein[76]

    - (?) Albrecht Pladise zu Huntemühlen, auch Albert von Pladis (1588–1639)[77], erw. 1615[49], Lübbecker Unterhändler 1627 zusammen mit Wilhelm Steding zu Holzhausen am Limberg wegen Lösegeldforderung des Oberst Limbach für Johann Grapendorf; 1635 in Magdeburg bei Axel Oxenstierna wegen Übergriffen gegen das Fürstentum Osnabrück[25]; ⚭ Stolzenau 1. August 1613 Mette von Münchhausen zu Steyerberg (* 29. Mai 1588; † 23. Januar 1637, Enkelin des Obristen Hilmar von Münchhausen, unehel. Tochter d. Drosten Hans von Münchhausen († 16. Februar 1604) u. der Armgard Hasberg († 5. März 1598), legitimiert 1594)[78][79]; 6 Söhne und 2 Töchter
      - Hans-Dietrich, Cord-Hilmar, Clamor-Christopher, Erdwin-Caspar, Albert (Brüder, leben 1637) und Friedrich Evert († vor 1637)
      - Anna-Maria und Dorothea-Ermgard von Pladise (Schwestern, leben 1637)

## Wappen
Blasonierung: in Weiß drei (2 und 1) aufrechtstehende rote Stechpalmblätter. Auf dem Helm über einem rot-weißen Wulst ein offener weißer Flug zwischen dem ein rotes Stechpalmblatt steht (oder die drei roten Stechpalmblätter stehen).
Weitere Wappendarstellungen:

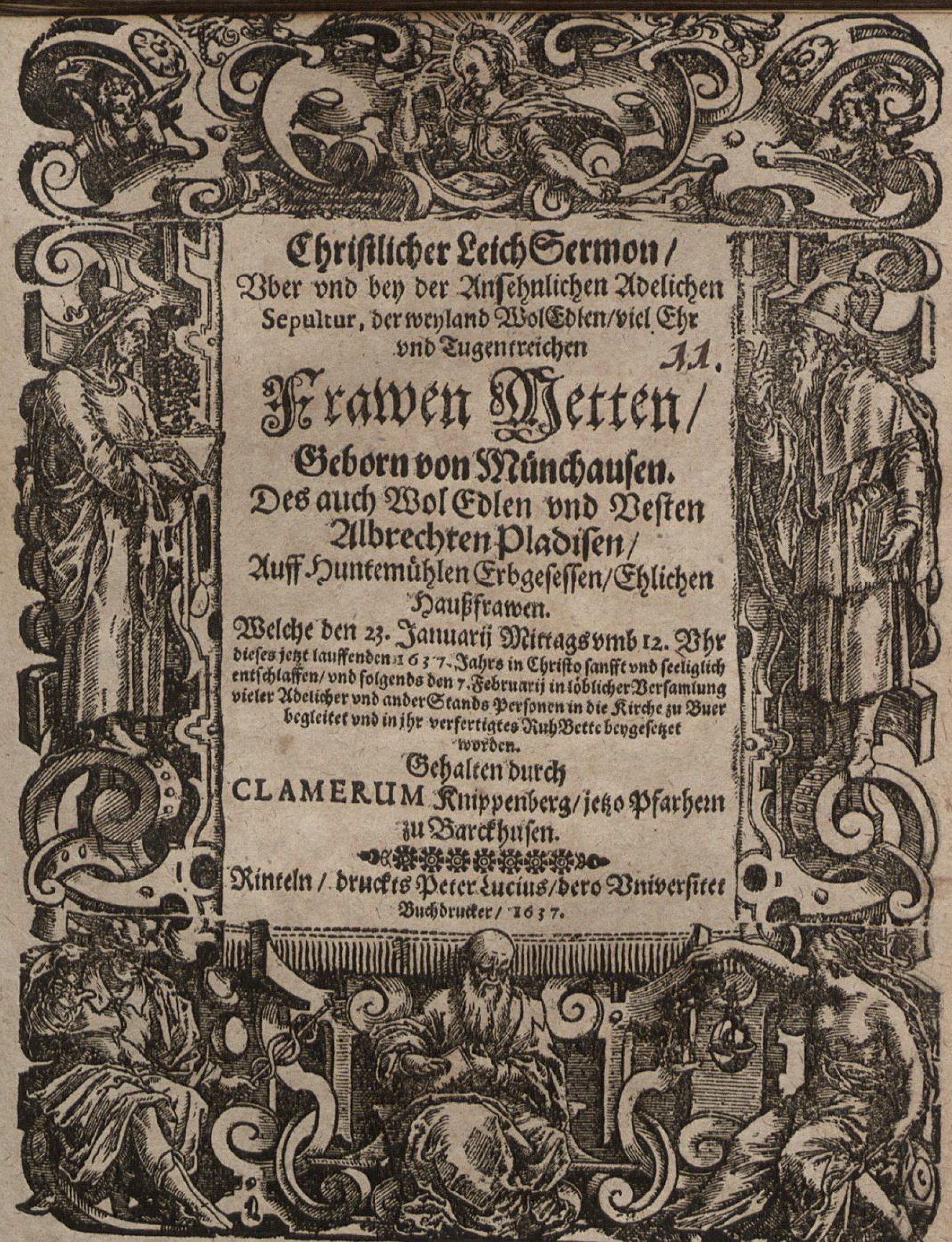
Mette von Pladise, Titel der Leichenpredigt 1637
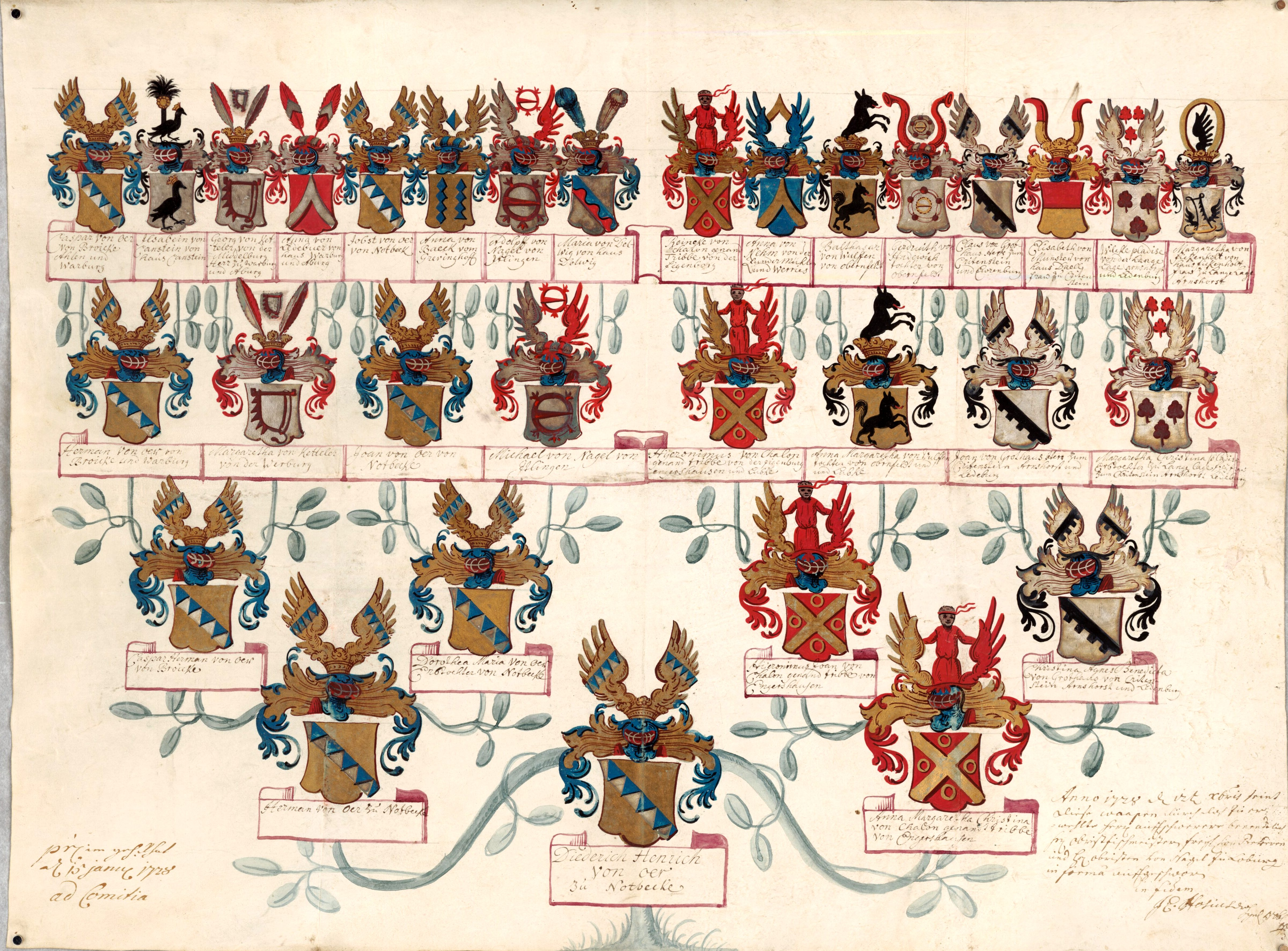
Wappen oben rechts, Aufschwörungstafel 1728
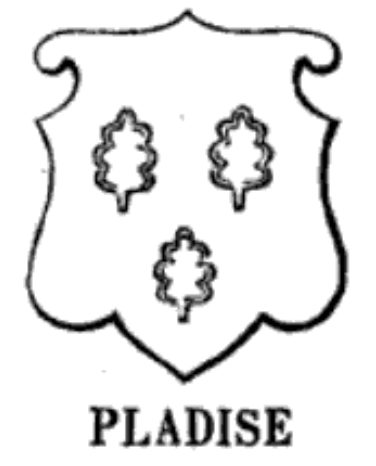
Wappen Pladise zu Wimmer 1543 (Druck 1864)
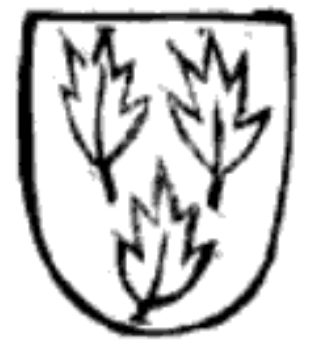
Wappen bei Anton Fahne, 1858
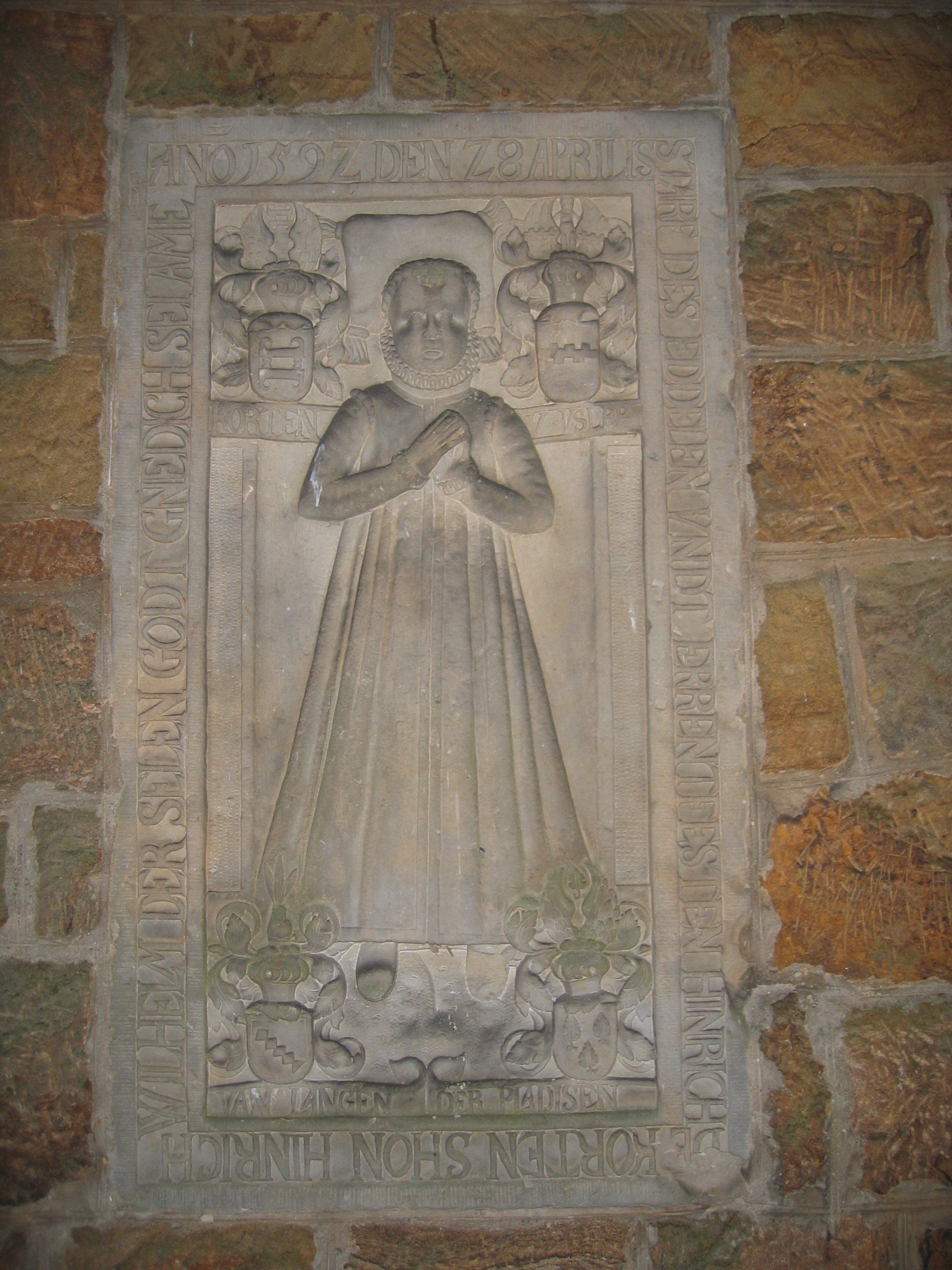
Epitaph Heinrich Wilhelm de Korte, Bad Holzhausen, unten rechts, 1592
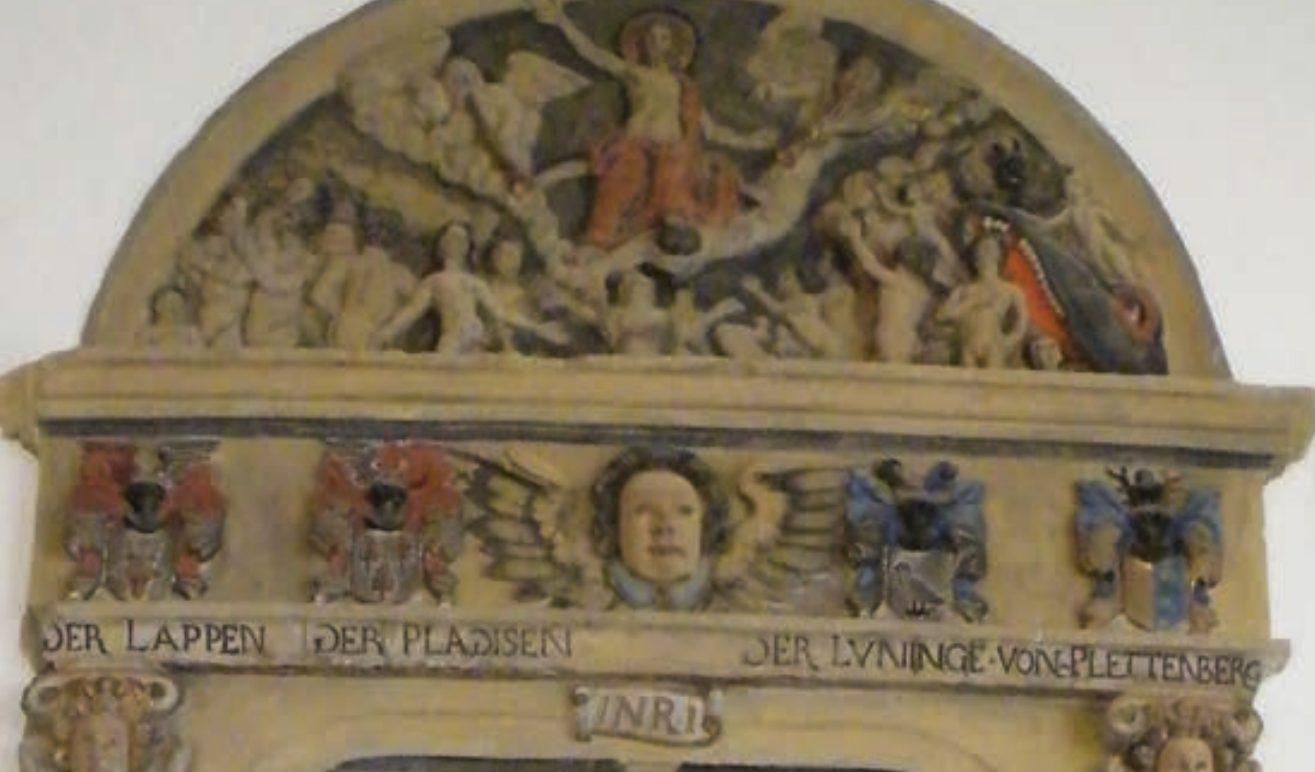
Epitaph Wilhelmina von Ennigloh gen. Pladiese, Holzhausen 1598
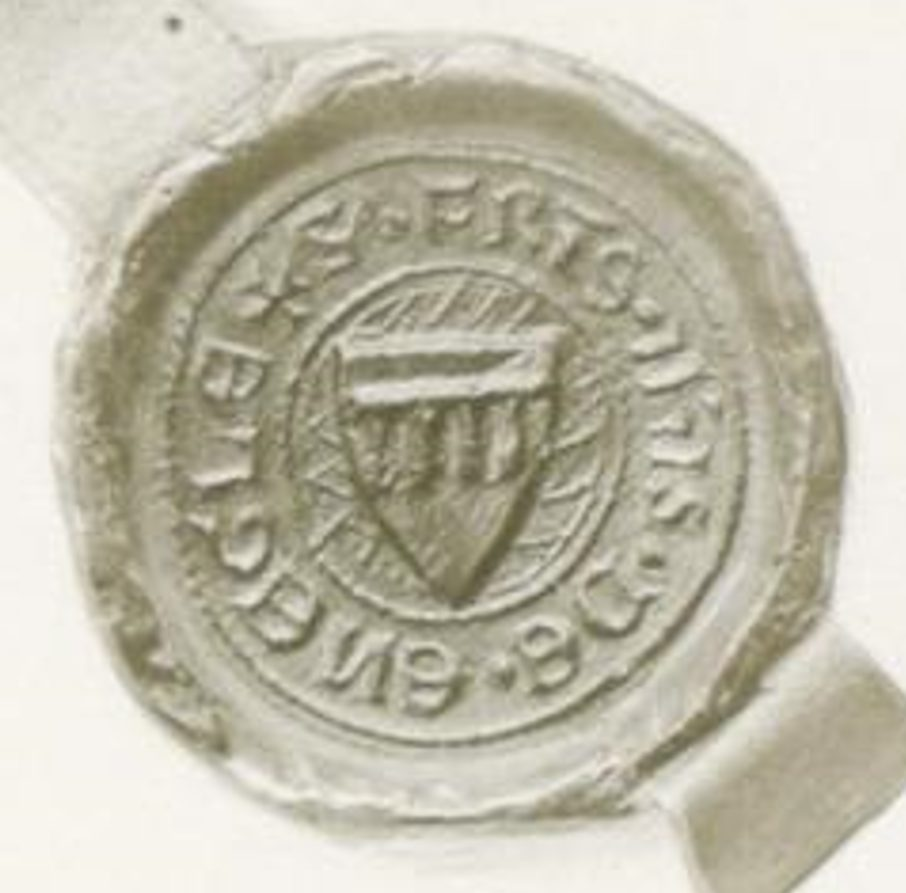
Siegel des Johann von Enichlo, 1325
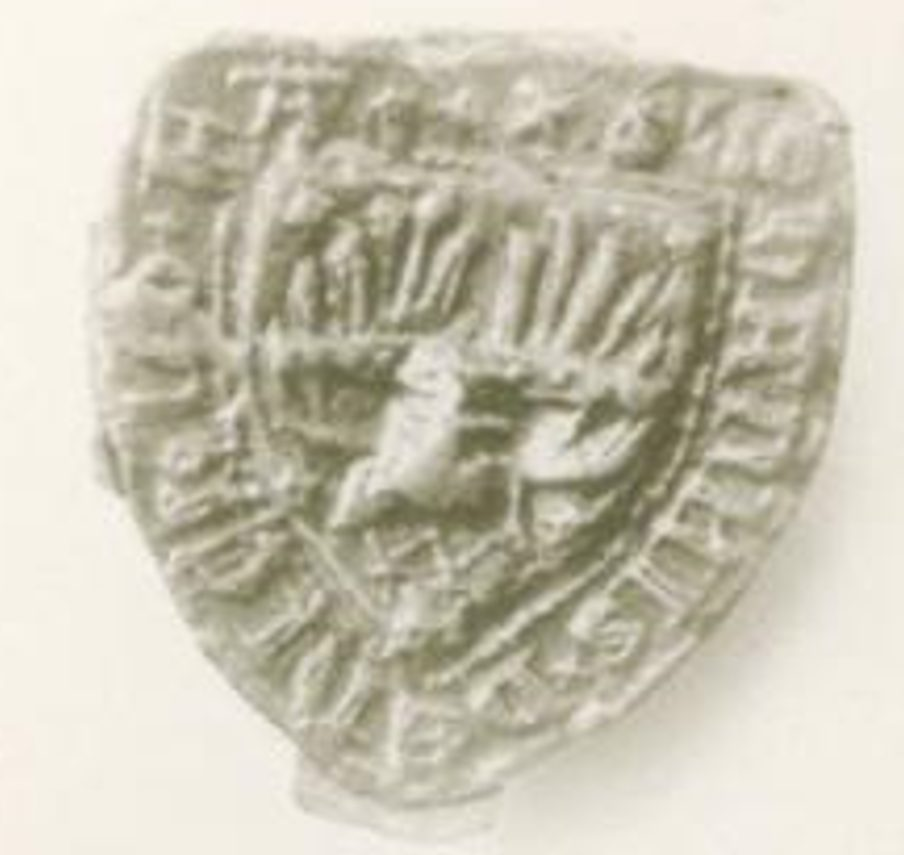
Siegel Johann von Enichlo, 1350